# Imitador

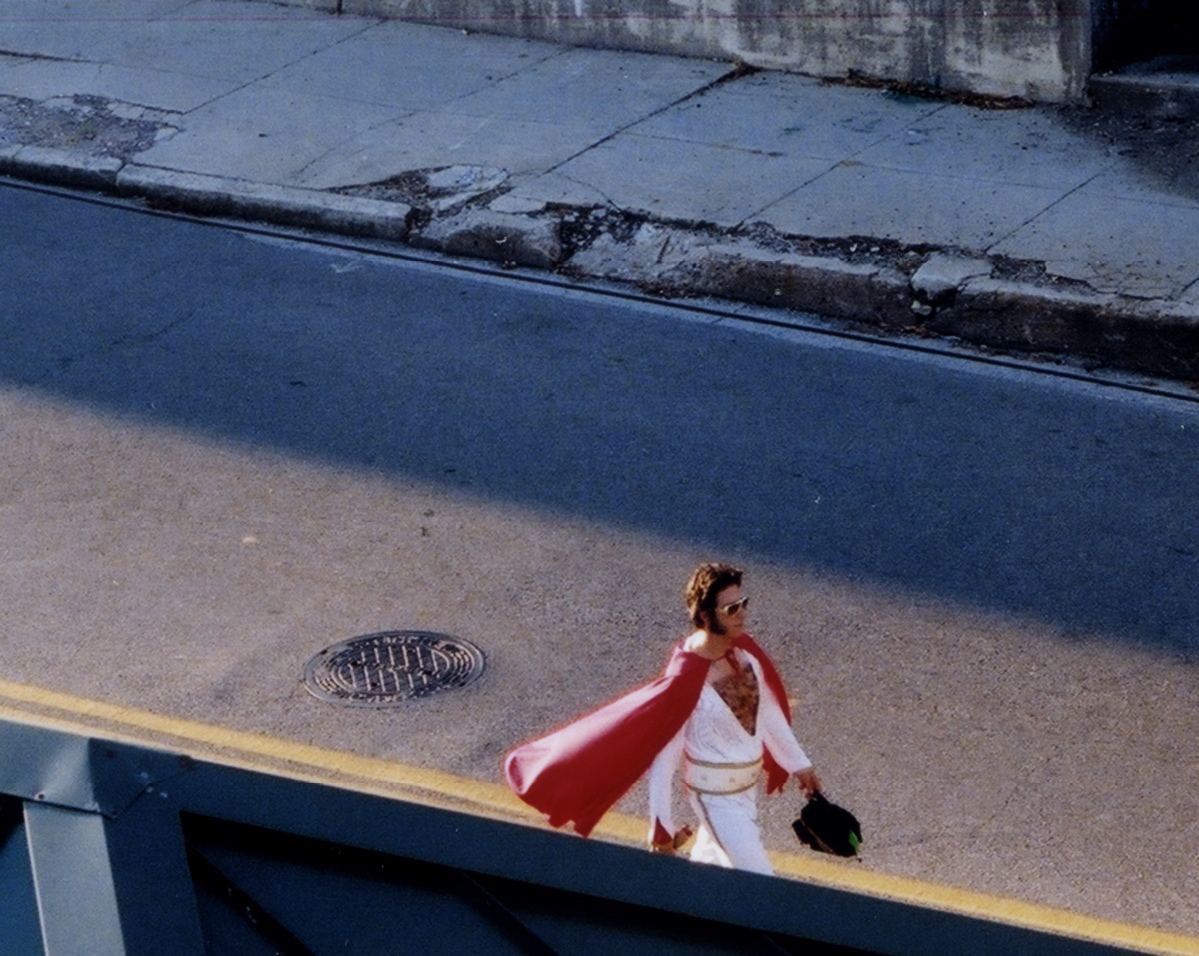
Um exemplo de imitação legal: imitador de Elvis Presley passeia pelas ruas de Memphis, Tennessee em 2003.

Um imitador (do latim imitatore) é alguém que imita ou copia o comportamento ou ações de outra pessoa. Existem muitas razões para uma pessoa agir como imitador, sendo as mais comuns:
- Legalmente: um artista personifica uma celebridade, geralmente com fins de diversão, e faz graça de seus escândalos recentes ou padrões de comportamento conhecidos. Existem artistas e produtores que criam ou apresentam espetáculos baseados em sua capacidade rara de personificar ou imitar outros cantores ou figuras públicas. Nomes como Danny Gans, nos USA, Thierry Le Luron, em França e Fernando Pereira, em Portugal, contam-se entre os maiores artistas com espetáculos em torno da personificação e imitação de vozes de outras celebridades, o que é considerado uma arte rara, só possível a quem reune essas capacidades vocais especiais.

- Ilegalmente: como parte de uma ação criminosa, tal como roubo de identidade. Ocorre quando o criminoso tenta assumir a identidade de outrem com o intuito de cometer uma fraude, tal como acessar informação confidencial ou para adquirir bens que não lhe pertencem. Também conhecido como engenharia social.

- Sósia: usado como forma de proteção para celebridades, políticos e autoridades militares. Envolve um imitador contratado (ou forçado) a representar a personalidade durante aparições públicas, para despistar observadores.